# Commelina albescens
Commelina albescens är en himmelsblomsväxtart som beskrevs av Justus Carl Hasskarl. Commelina albescens ingår i släktet himmelsblommor, och familjen himmelsblomsväxter. Inga underarter finns listade.